# Ère Bunnan
L'ère Bunnan (文安) est une des ères du Japon (年号,, nengō,, lit. « nom de l'année ») après l'ère Kakitsu et avant l'ère Hōtoku. Cette ère couvre la période allant du mois de février 1444 au mois de juillet 1449. L'empereur régnant est Go-Hanazono-tennō (後花園天皇).

## Changement d'ère
- 1444 Bun'an gannen (文安元年?) : Le nom de la nouvelle ère est créé pour marquer un événement ou une succession d'événements. La précédente ère se termine quand commence la nouvelle, en Kakitsu 4.

## Événements de l'ère Bunnan
- 1444 (Bun'an 1,1re mois) : Yoshinari[3] rend sa première visite au kanrei Hatakeyama Motokuni. À cette occasion, toutes les avenues qui longent la route vers et en provenance de la rencontre sont placées sous haute surveillance[4].
- 1444 (Bun'an 1, 4e mois) : Les habitants de la partie orientale de la capitale et ceux de la partie occidentale exigent chacun l'exclusivité des droits de vente des lies résultants du brassage du saké. La foule se réunit au sanctuaire shinto Kitano Tenman-gū. Le kanrei Motokuni envoie des troupes arrêter les fauteurs de troubles mais tous s'échappent après avoir réduit le temple et la plus grande partie de Kyoto en cendres[4].
- 1444 (Bun'an 1, 8e mois) : Un des trois insignes sacrés est retrouvé après avoir été absent pendant plusieurs mois. Les insignes sacrés ont été volés en kakitsu 3, le vingt-troisième jour du neuvième mois. Les intrus parviennent à voler les trois insignes sacrés : Le miroir, l'épée et le bijou. Un garde trouve plus tard le miroir et un prêtre l'épée mais l'emplacement du bijou n'est découvert qu'au huitième mois de Bunnan gannen[4].
- 1445 (Bun'an 2, 11e mois) : Le régent kampaku Nijō Mochimoto meurt à l'âge de 48 ans. Konoe Fusatsugu et Ichijō Kaneyoshi sont les deux prétendants principaux pour ce poste nouvellement libéré. L'empereur demande le conseil du Kanrei Motokuni avant de nommer Fusatsugu nouveau kampaku. Le dainagon Fujiwara Tokifusa devient naidaijin[4]
- 1445 (Bun'an 2, 11e mois) : Hosokawa Katsumoto est nommé kanrei à l'âge de 12 ans[4].
- 1446 (Bun'an 3, 11e mois) : Le régent kampaku Fusatsugu demande à l'empereur de le relever de sa charge de sadaijin. L'udaijin Takakasa Fusahira succède à Fusatsugu comme sadaijin et le dainagon Nijō Mochimichi devient udaijin[5].
- 1446 (Bun'an 3, 11e mois) : Le shogun reçoit un brevet de l'empereur par lequel il apprend que son nom de « Yoshinari » reçoit l'approbation impériale[5].
- 1447 (Bun'an 4, 11e mois) : Yoshinari s'entraîne régulièrement pour améliorer son adresse au tir à l'arc et ses flèches commencent à atteindre parfois le centre de la cible[6].
- 1448 (Bun'an 5, 12e mois) : L'empereur se déplace en procession pour rendre visite à son père et toute la route est sous la garde des troupes de Hosokawa Katsumoto[6].

| Bun'an    | 1re  | 2e   | 3e   | 4e   | 5e   | 6e   |
| Grégorien | 1444 | 1445 | 1446 | 1447 | 1448 | 1449 |